# Touch (Touch 1968)
Touch è l'unico album pubblicato dalla band statunitense Touch.
Nel disco sono mescolate psichedelia e riferimenti alla musica classica, con due brani particolarmente lunghi (The Spiritual Death of Howard Greer e Seventy-Five) e un brano (Friendly Birds) con una sezione che si ispira chiaramente alle partiture per pianoforte di Claude Debussy e Maurice Ravel.
Il chitarrista Kerry Livgren, uno dei principali compositori del gruppo ameriprog Kansas, indicherà l'album Touch come una delle sue principali fonti di ispirazione.

## Tracce
Tutti i brani sono di Don Gallucci e Joey Newman, tranne dove indicato.

### Lato A
1. We Feel Fine – 4:41
2. Friendly Birds – 4:53 (Don Gallucci)
3. Miss Teach – 3:29 (Don Gallucci/Jeff Hawks)
4. The Spiritual Death of Howard Greer – 8:52

### Lato B
1. Down at Circes Place – 4:00
2. Alesha and Others  – 3:05 (Don Gallucci/Jeff Hawks)
3. Seventy-Five – 11:12

## Formazione
- John Bordonaro – batteria, percussioni, canto
- Don Gallucci – tastiere, canto
- Bruce Hauser – basso, canto
- Jeff Hawks – canto
- Joey Newman (conosciuto anche come Vern Kjellberg) – chitarra, canto